# Maiólica

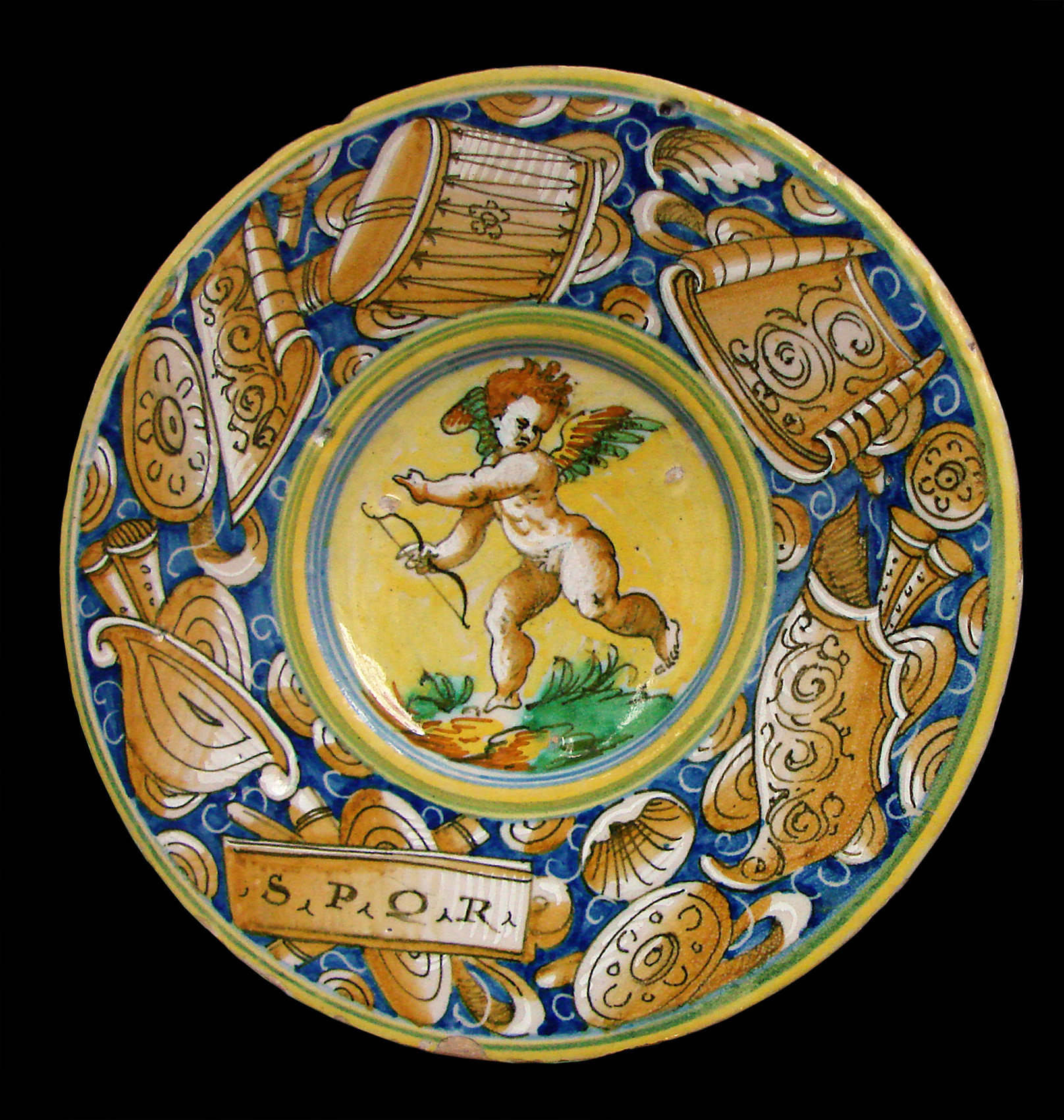
Prato decorado com figura de Eros, proveniente de Casteldurante, c. 1550-1570.

Maiólica ou majólica é a faiança italiana do Renascimento, inspirada a princípio na tradição hispano-mourisca. O termo, provavelmente advindo da ilha de Maiorca no Mar Mediterrâneo, também designa as primitivas faianças européias executadas segundo a tradição italiana.

## Descrição e histórico de produção
Confeccionadas na forma de diversos objetos utilitários (tais como pratos, tigelas, jarros, vasos e telhas) ou decorativos (esculturas e relevos) de tamanhos, formas e pesos bastante variados, as maiólicas são cerâmicas porosas e coloridas, de revestimento transparente ou opaco, adornado com reflexos metálicos. A opacidade decorre da presença do estanho no revestimento de esmalte, utilizado na decoração da peças. Após a pintura, eram envoltas em um verniz à base de chumbo, capaz de suportar altas temperaturas, e cozidas em forno.
A produção de maiólicas iniciou-se durante a Idade Média em diversos lugares da Itália. Os exemplares mais antigos provém da Sicília, mas logo desenvolveram-se diversos centros de produção em Faenza, Montelupo, Siena, Orvieto e Roma. No século XV, Florença tornou-se o principal centro produtor, aliando os avanços técnicos do Renascimento a uma renovação estética do modelado e da decoração.
Faenza, por sua vez, introduziu os temas historiados nas faianças, que atingem seu apogeu no século XVI, nos ateliês de Urbino. Destacaram-se, ainda, centros produtores como Caffaggiolo, Casteldurante, Deruta e Gubbio, e artistas como Giorgio Andreoli e Francesco Xanto Avelli. O interesse e a produção das maiólicas decresce a partir do século XVII, embora algumas fábricas de Veneza e Castelli tenham assegurado a continuidade da técnica.